# Kim Dong-jo
Kim Dong-jo fue un Ministro de Asuntos Exteriores y diplomático de surcoreano.
En 1943 se graduó en el Colegio Imperial de Derecho de la Universidad de Kyushu en Japón. 
En 1952 fue consejero de embajada en Taipéi.
En 1957 fue viceministro de relaciones exteriores.
En 1962 fue vocal de la Korea Trade-Investment Promotion Agency (KOTRA).
En febrero de 1960, el gobierno de Corea del Sur le envió a misión de buena voluntad a Taipéi, Kuala Lumpur, Manila, Bangkok y Saigón.
El 23 de febrero de 1960, la delegación de buena voluntad anunció el establecimiento de relaciones diplomáticas con el gobierno en Kuala Lumpur Malasia. 
De 1965 a 1967 Kim Dong-jo sirvió como embajador en Tokio.
En junio de 1965, la Asociación de Mujeres de confort envió una petición a la Asamblea Nacional de Corea del Sur en contra la confirmación de Kim Dong Jo como embajador en Tokio.
El 1 de noviembre de 1967 fue designado embajador en Washington, D C, donde quedó acreditado del 9 de noviembre de 1967 al de febrero de 1974.
Del 3 de diciembre de 1973 al 18 de diciembre de 1975 fue ministro de Relaciones Exteriores.

## Distinciones honoríficas
- Medalla Conmemorativa de la Coronación del Rey Birendra (Reino de Nepal, 24/02/1975).[2]